# Hörte

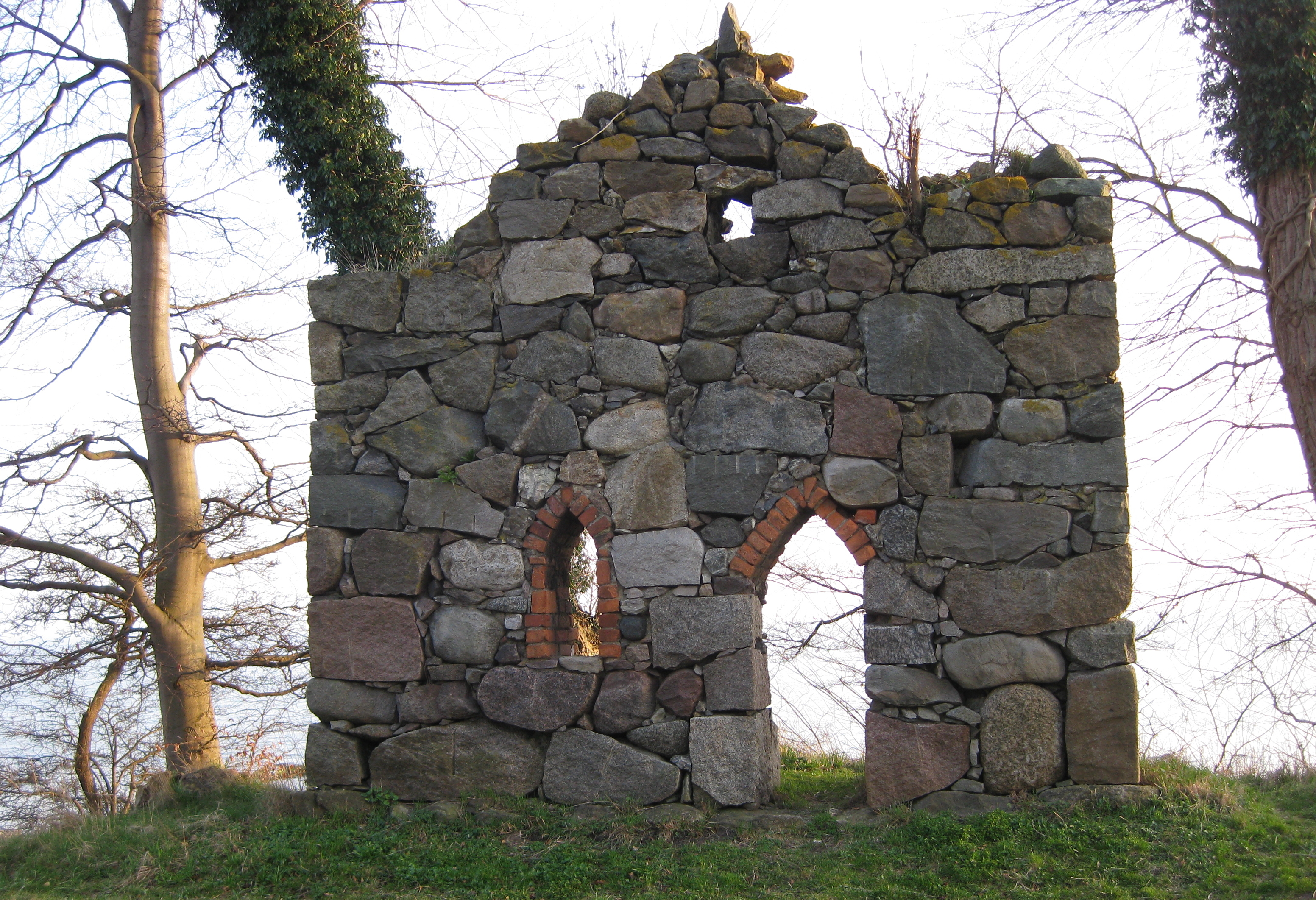
Ruinen

Hörte är en liten hamn i Östra Vemmenhögs socken i Skurups kommun vid Dybäcksåns mynning. 
Norr om riksväg 9 ligger en gammal vattenkvarn. Vid landsvägen strax öster om hamnen finns en kulissruin(en) som godsägare Albert Balzar Wallis på Dybäcks slott lät bygga 1907 i nationalromantisk anda. Ruinen ligger mellan kustvägen och den branta strandkanten och är byggd av sten och tegel i en gotisk stil. I närheten av Wallis, som ruin uppförda, ruin har det hittats rester av ett gammalt Hansamagasin. 